# Compagnia del Cappelletto
Compagnia del Cappelletto (Compagnie du petit chapeau) est le nom de la Compagnie di Ventura, composée majoritairement de mercenaires italiens actifs en Italie au XIVe siècle.

## Historique

### Fondation
La Compagnia del Cappelletto, connue aussi sous le nom de Compagnia Nera (« Compagnie noire »), a été fondée en août 1362 à Ossaia une frazione de Cortone par Niccolò da Montefeltro avec Marcolfo dei Rossi et Ugolino dei Sabatini, des mercenaires qui étaient au service de la commune de Florence, dissidents de leur capitaine Bonifacio Lupi.
Le nom de la compagnie provient d'un épisode qui eut lieu lors de la prise de Peccioli, quand les mercenaires en signe de contestation envers les florentins qui n'avaient pas doublé leur salaire comme promis, posèrent leurs petits chapeaux (« Cappelletti » sur la pointe de leur lance.
La caractéristique principale de cette compagnie est qu'il s'agit de la première composée pratiquement en totalité de mercenaires italiens. La compagnie était sous les ordres de Niccolò da Montefeltro.

### Principaux faits d'armes
À sa naissance, la Compagnia del Cappelletto avec à sa tête Niccolò da Montefeltro, était composée de 1 000 cavaliers italiens, bourguignons et allemands rejoints progressivement par d'autres mercenaires.
En 1363, la compagnie est au service de Florence contre Pise et Sienne, dévastant et pillant tous les bourgs rencontrés sur leur parcours. Le conflit tourna en faveur des milices siennoises qui renforcées par celles pisanes attaquèrent par surprise la compagnie del Cappelleto avec 800 cavaliers commandés par Orso Orsini, arrêtant et emprisonnant leur capitaine et 1 300 de ses hommes.
La Compagnie del Cappelletto détruite par cette défaite perdit un grand nombre de mercenaires et quand elle passa au service de la ville de Pérouse, les retrouva contre elle.
En 1365, la compagnie est dissoute, car inactive elle n'eut d'autre choix que de se fondre dans la Compagnia di San Giorgio et lutta contre Florence, Sienne et les États pontificaux.

### Crédits de traduction
- (it) Cet article est partiellement ou en totalité issu de l’article de Wikipédia en italien intitulé « Compagnia del Cappelletto » (voir la liste des auteurs).